# Scolopendra spinipriva
Scolopendra spinipriva är en mångfotingart som beskrevs av Wolfgang Bücherl 1946. Scolopendra spinipriva ingår i släktet Scolopendra och familjen Scolopendridae. Inga underarter finns listade i Catalogue of Life.

## Bildgalleri

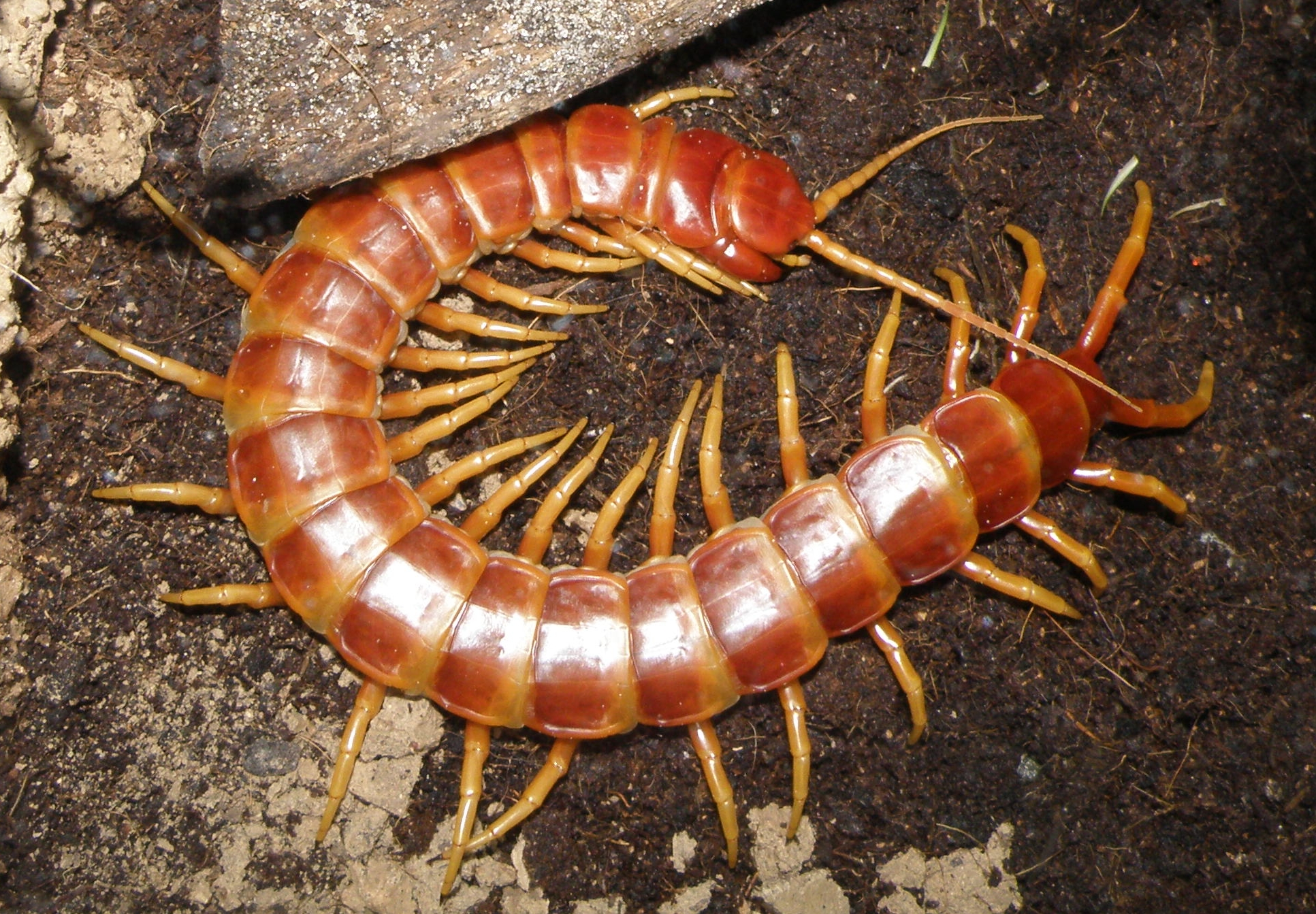